# Atrichopogon japonicus
Atrichopogon japonicus är en tvåvingeart som beskrevs av Tokunaga 1940. Atrichopogon japonicus ingår i släktet Atrichopogon och familjen svidknott. Inga underarter finns listade i Catalogue of Life.